# Bundesverband Musikindustrie
Bundesverband Musikindustrie (BVMI) – niemiecka organizacja reprezentująca przemysł muzyczny w Niemczech. BVMI reprezentuje interesy prawie 280 wytwórni płytowych, które składają się na 90% niemieckiego przemysłu muzycznego i utrzymuje bliskie kontakty z organami politycznymi, agencjami rządowymi, instytucjami i innymi stowarzyszeniami branżowymi, a także partnerami rynkowymi.
BVMI uczestniczy w wielu inicjatywach kulturalnych i politycznych, m.in. Music Initiative, Deutscher Musikrat i Deutscher Kulturrat. Organizacja jest aktywna w Künstlersozialkasse oraz Deutsches Musikarchiv.
BVMI ściśle współpracuje z Media Control GfK International, która jest odpowiedzialna za publikowanie cotygodniowych list przebojów w Niemczech. Od 1975 roku BVMI zajmuje się przyznawaniem certyfikatów sprzedaży, tj. złotych i platynowych płyt.
Bundesverband Musikindustrie jest lokalnym stowarzyszeniem przemysłu muzycznego w Niemczech wchodzącym w skład International Federation of the Phonographic Industry.